# دات فارلی
دات فارلی (انگلیسی: Dot Farley؛ ‏ ۶ فوریهٔ ۱۸۸۱ – ۲ مهٔ ۱۹۷۱) بازیگر اهل ایالات متحده آمریکا بود. وی بین سال‌های ۱۹۱۰ تا ۱۹۵۰ میلادی فعالیت می‌کرد.

## گزیدهٔ فیلم‌شناسی
- زن دنیادیده
- پلیس بنگفیل
- چهارراه‌های نیویورک
- قهرمان یک شهر کوچک
- زنان
- خوش‌اخلاق باش بانو
- پیت هیز
- کمی دل‌وجرئت
- آدم‌های گربه‌ای
- شاهنشاه
- دره سن فرناندو
- سند بدهکاری مورفی
- شور و اشتیاق سه‌گانه
- چاقالو پلیس می‌شود